# Accords et Désaccords
Pour plus de détails, voir Fiche technique et Distribution.
Accords et Désaccords (Sweet and Lowdown) est un film américain réalisé par Woody Allen, sorti en 1999. Il raconte quelques épisodes de la vie d'Emmet Ray, joué par Sean Penn, faux guitariste de jazz.
Le film se présente comme une alternance entre témoignages de spécialistes du jazz et le film lui-même, selon un mode courant chez Woody Allen (Annie Hall, Zelig, Radio Days ont une structure comparable).

## Synopsis
Dans les années 1930, Emmet Ray est le deuxième meilleur guitariste de jazz au monde, seulement devancé par Django Reinhardt, qu'il ne peut pas écouter sans pleurer, voire sans s'évanouir. Comme lui, il est fantasque, joueur de billard, inconstant, ce qui lui vaut l'ire des directeurs de club qui l'emploient. Il fait la connaissance d'une jeune muette, jouée par Samantha Morton, qui tombe amoureuse de lui… Incapable de s'engager, il finira par la quitter, puis par rencontrer une journaliste mondaine (Uma Thurman), qui l'épouse. Ce mariage est condamné d'avance, et il va se terminer à la suite d'un épisode légendaire dont chaque spécialiste a sa propre version...

## Fiche technique
- Titre français : Accords et Désaccords
- Titre original : Sweet and Lowdown
- Réalisateur : Woody Allen
- Scénario : Woody Allen
- Photographie : Zhao Fei (zh)
- Montage : Alisa Lepselter
- Casting : Laura Rosenthal et Juliet Taylor (it)
- Création des décors : Santo Loquasto (en)
- Décorateur : Jessica Lanier
- Direction artistique : Tom Warren
- Costumes : Laura Cunningham Bauer
- Producteur : Jean Doumanian
- Coproducteur : Richard Brick (en)
- Producteur délégué : J. E. Beaucaire
- Coproducteurs délégués : Letty Aronson (en), Charles H. Joffe et Jack Rollins
- Sociétés de production : Sweetland Films et Magnolia Productions
- Sociétés de distribution : Sony Pictures Classics (États-Unis) ; Pyramide Distribution (France)
- Pays de production :  États-Unis
- Langue : anglais
- Format : couleur — 35 mm — 1.85:1 — son Dolby Digital (mono)
- Genre : Comédie dramatique et historique
- Durée : 95 minutes
- Dates de sortie :
  - États-Unis : 10 mars 1999 (Festival de Telluride, première mondiale) ; 3 septembre 1999 (sortie nationale)
  - France : 26 janvier 2000

## Distribution
- Woody Allen (VF : Jean-Luc Kayser) : lui-même
- Ben Duncan (VF : Greg Germain) : lui-même
- Daniel Okrent (en) (VF : Jean Roche) : A.J. Pickman
- Dan Moran : le patron du bar
- Tony Darrow : Ben
- Sean Penn (VF : Emmanuel Karsen) : Emmet Ray
- Constance Shulman (VF : Marie Vincent) : Hazel, la prostituée n°1
- Kellie Overbey : Iris, la prostituée n°2
- Darryl Alan Reed (VF : Jacques Martial) : Don
- Marc Damon Johnson : Omer
- Ron Cephas Jones (VF : Dominik Bernard) : Alvin
- James Urbaniak : Harry
- Carolyn Saxon : Phyliss
- Brian Markinson (VF : Julien Kramer) : Bill Shields
- Molly Price : Ann
- Dennis Stein : Dick Ruth, le propriétaire du club
- Nat Hentoff (VF : Michel Paulin) : lui-même
- Katie Hamill : Mary
- Samantha Morton : Hattie
- Kaili Vernoff (VF : Marjorie Frantz) : Gracie McRay
- John Waters (VF : Jean-Pierre Leroux) : M. Haynes
- Carol Woods : Helen Minton
- Vincent Guastaferro (VF : Bernard-Pierre Donnadieu) : Sid Bishop
- Douglas McGrath : lui-même
- Sally Placksin (VF : Frédérique Tirmont) : Sally Jillian
- Uma Thurman (VF : Juliette Degenne) : Blanche
- Anthony LaPaglia (VF : Jacques Bouanich) : Al Torrio
- Brad Garrett (VF : Jacques Frantz) : Joe Bedloe
- Michael Peter Bolus (VF : Michel Mella) : Lynch, l'ami du bar
- Gretchen Mol : Ellie

Source et légende : Version française (VF) sur Voxofilm

## Autour du film
- Woody Allen avait prévu une version initiale de ce film (à l'origine intitulé The Jazz Baby) comme son premier film pour United Artists. Quand UA a insisté pour qu'il réalise une comédie, Woody a mis en suspens l'idée pendant presque trois décennies[2].
- De nombreuses personnes ont cru[réf. nécessaire] à l'existence réelle d'Emmet Ray et ont voulu se procurer ses albums, alors que le guitariste du film est en fait Howard Alden.